# QF 3.7インチ高射砲
QF 3.7インチ高射砲（The 3.7-Inch QF AA）は、第二次世界大戦におけるイギリスの主力高射砲である。本砲は終戦後も1950年代に地対空ミサイルに置き換えられるまで用いられた。

## 概要
第二次世界大戦以前、多くの国々は各々の防空システムの改良にそれほど関心を払っていなかった。広範囲に及ぶ過給機の導入による1930年代初期の航空機の飛躍的な進歩と作戦高度の著しい上昇は、新型の航空機に対して高射砲が限られた有効性しか持たないということを示していた。更に心配なことに航空機の速度の大幅な向上によって発見可能な時間が短くなることと、それにより交戦が難しくなると思われたことである。これらの事態を受けてイギリスでは自身の空軍爆撃機部隊を敵の防御に妨げられることのない抑止力だと考え、彼らにほとんど完全な信頼を置くこととなった。
このような傾向に変化が見られたのは1930年代半ばになってからである。レーダーの導入による探知時間と捕捉能力の向上は、航空機に対する防御が再び有効であるということを示唆するものであった。スーパーマリン スピットファイアのような新設計の戦闘機は真の防空体制を築くために爆撃機より優先して工場のラインに並べられた。だが新型の高射兵器に対する考えは乏しく、新型の航空機が活動する高度に到達できる射程を備えていない第一次世界大戦時のQF 3インチ 20cwt高射砲が未だ残されている状況であった。30,000フィートで活動する航空機に対処できうる新型高射砲が要求され、これが本砲の開発のきっかけとなった。
要求仕様は「口径3.7インチ、重量8トン、時速45キロメートルで車両牽引が可能」というもので、1933年に正式に認可され、1934年にはヴィッカース・アームストロング社とウーリッジ王立兵器廠設計部が共同で設計を開始した。1936年には試作砲が完成し、重量は9.6トンと要求を大幅超過したものの、開発当時としては世界最優秀の設計であった。
1937年初頭には製造された砲が配備に就いた。1938年1月1日の時点でイギリス軍防空部隊は口径50mm以上の高射砲をわずかに180門しか有しておらず、そのほとんどは旧式の3インチ高射砲であった。この数字はミュンヘン会談が行なわれた同年9月には341門まで増えることとなり、第二次世界大戦の宣戦布告が行なわれた1939年9月には540門となった。そしてバトル・オブ・ブリテンの最中にこの数字は1,140門に達した。本砲を基に誕生したいくつかの派生型の製造も継続され、最終型であるMk.VIは1959年まで配備されていた。固定式砲架、および配置についた時に安定させるよう十字型の砲脚を有する移動式砲架が使用された。移動させる際には脚を折り畳み、一対の砲車を下ろしてAECマタドール牽引車に繋いだ。
イギリスのほか、英連邦諸国ほか各軍に供与され、連合軍の主力高射砲の一つとなった。高射砲としては完成された設計であり、ネパール陸軍では21世紀まで現役で運用されていた。

## 対戦車砲として
3.7インチ（94mm）砲は緊急時の限られた例を除いては対戦車砲として用いられることはほとんど無かった。これはドイツが1940年以降、本砲と類似した砲である"88"こと88mm高射砲を対戦車防御兵器と一体視していたのとは対照的である。またアメリカでも1942年以降にM2/M3 90mm高射砲を、その能力を評価して対戦車任務に就けていた。
主な理由としては3.7インチ砲の機動砲架は"88"の倍の重量があったことが挙げられる。本砲の再配置には時間がかかり、また重量のあるAEC マタドール牽引車も通常は表面が堅い地形でのみ牽引に用いられていた。更に3.7インチ砲を装備した重高射砲連隊は軍団もしくは軍司令部の指揮下にあり、対戦車任務を迫られる師団レベルの指揮官にこれらの部隊を指揮は委ねられなかった。また当初の仕様要求には無かった牽引状態での水平射撃は駐退及び復座用のギアを傷付けた。
本砲はトータス重突撃戦車の主砲であるオードナンス QF 32ポンド砲の原型となった。しかしこの戦車（最適な説明は自走砲である）が配備されることは無かった。

## 派生型

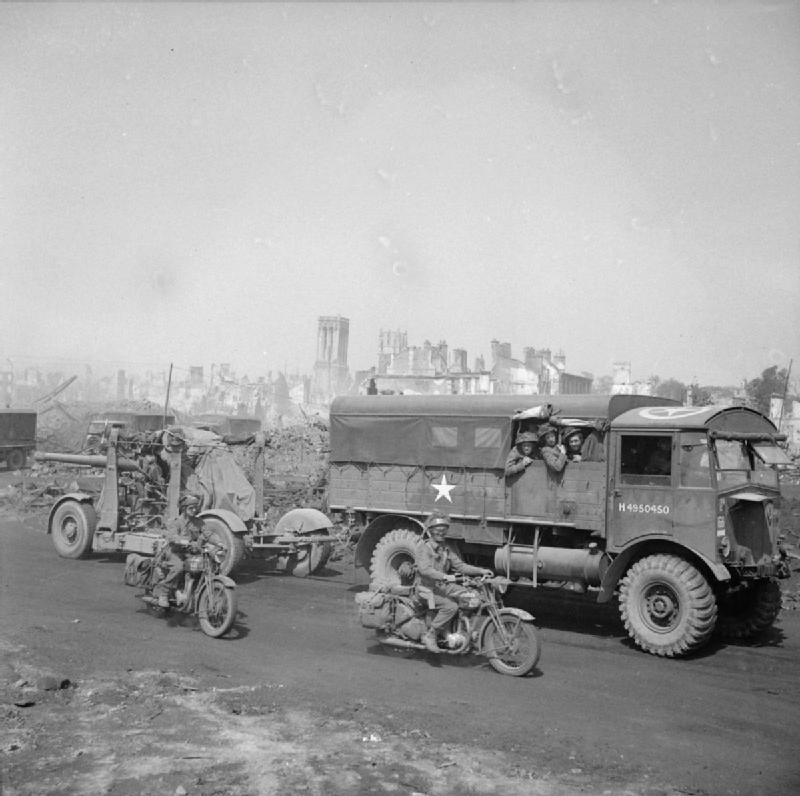
本砲を牽引するAEC マタドール牽引車。

Mk.I
オリジナルの型式であり、油圧式の駐退機と空気圧式の復座機からなる｢発達型｣反動システムが特徴である。復座機は反動の吸収と発射位置への復帰の双方に用いられる。戦場において空気圧システムは少々空気漏れを起こしてしまうためにしばしば空気圧シリンダーを上げる必要があった。
Mk.II
Mk.Iとは砲身と砲尾の作りが異なるだけである。製造はヴィッカース・アームストロング社で1943年まで行なわれ、それ以降はカナダがMk.IICとして製造を引き継いだ。
Mk.III
MK.IIIはMk.Iの砲尾とMk.IIの砲身を組み合わせたものである。
Mk.IIIA
Mk.IIIAはMK.IIIと似た型式であるが、補器類はすべて変更されて初期の型式からは大きな進歩を遂げた。特筆すべきは自動信管設定装置と自動装填装置の導入である。これらは共に発射速度の向上と人力装填及び信管設定に起因する不可避の変化を排除をもたらし、照準算定機をより有効に活用でき得る安定した射撃をもたらした。
Mk.IV
3.7インチ砲の開発における試作型であり、3.7インチ砲の弾薬筒に代わって海軍のQF 4.5インチ (110 mm)  Mk.V艦砲サイズの弾薬筒を使用するためにライナーを使用するものである。しかしMK.VIの前に採用されることは無かった。
Mk.V
Mk.IVと同様の型式であり、同じく採用されることは無かった。
Mk.VI
海軍のQF 5.25インチ（133mm）艦砲の砲架と砲身長を伸ばした新型94mm砲身を組み合わせるというのが開発の端緒であり、ウーリッジの海軍工廠でプロバート大佐が砲身のライフリングを開発した。ライフリング溝の深さは砲口の手前5口径（弾丸直径の5倍の長さ）の領域において徐々に浅くなり、砲口ではゼロにまで減少する。これにより砲弾弾帯の動きを滑らかにし、より航空力学に適した状態にすることで弾道を改善させる。本砲の最大射高は15,240m（50,000フィート）に達した。本砲は4.5インチ砲の砲車に載せられるが、経済的な観点から本砲は牽引式としては重過ぎるためにMk.VIは固定式の砲座にのみ配備された。配備期間は1944年から1959年までであった。

## 使用国一覧

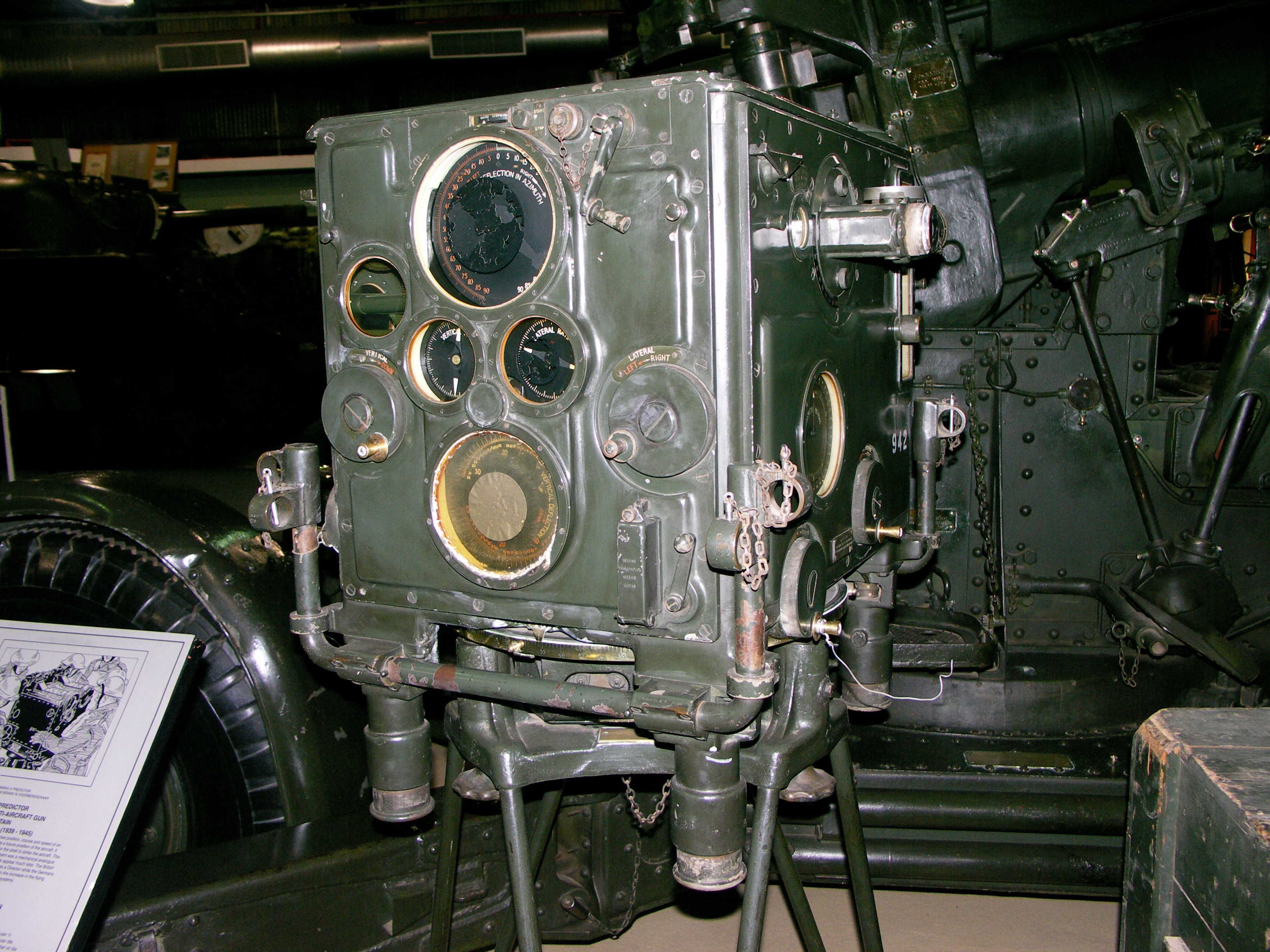
本砲用のNr.1 Mk.III照準算定機。

- イギリス
- オーストラリア[1]
- ベルギー

自由ベルギー軍で運用。
- カナダ[1]
- キプロス
- ドイツ国

イギリス海外派遣軍がヨーロッパ大陸から撤退した際に残置した砲を鹵獲し、「9.4cm Flak Vickers M39(e)」の名称で高射砲や沿岸砲として使用した。ドイツ軍は本砲を高く評価しており、自国で砲弾10万発を生産している。
- イスラエル
- 日本

日本は太平洋戦争初期、南方戦線で英軍から3.7インチ高射砲を鹵獲した。鹵獲された3.7インチ砲は第一陸軍技術研究所で調査され、昭和17年12月に本砲の説明書が完成した。本砲は押収三･七吋高射砲の名で使用された。
- ニュージーランド
- ネパール[1]: 5門
- ポーランド

自由ポーランド軍で運用。
- ポルトガル
- 南アフリカ連邦[1]